# 佩希采
佩希采是波蘭的城鎮，位於該國西南部，距離首府弗罗茨瓦夫56公里，由下西里西亞省負責管轄，始建於十三世紀，面積63.61平方公里，2008年人口9,416。
50°43′N 16°35′E / 50.717°N 16.583°E